# Pamela Sargent
Pamela Sargent (20 de marzo de 1948) es una escritora estadounidense especializada en literatura feminista y de ciencia ficción.

## Obra
Sangent escribió una serie acerca de la terraformación de Venus) anterior a la Trilogía marciana de Kim Stanley Robinson.
Escritora de ideales feministas, ha editadio varias antologías de relatos en los que destaca el papel de la mujer en la ciencia ficción.
También ha colaborado con George Zebrowski y en varias novelas basadas en el universo de Star Trek. 

### Novelas
- Cloned Lives (1976)
- Sudden Star (1979)
- Watchstar (1980)
- The Golden Space (1982)
- The Alien Upstairs (1983)
- Earthseed (1983)
- Homesmind (1984)
- Eye of the Comet (1984)
- Venus of Dreams (1986)
- The Shore of Women (1986)
- Venus of Shadows (1988)
- Alien Child (1988)
- Ruler of the Sky (1993)
- Climb the Wind (1998)
- Child of Venus (2001)

### Colecciones
- Cloned Lives (1976)
- Starshadows (1977)
- The Golden Space (1983)
- The Best of Pamela Sargent (1987) con Martin H. Greenberg
- The Mountain Cage and Other Stories (2002)
- Thumbprints (2004)

### Antologías
- Women of Wonder (1975)
- More Women of Wonder (1976)
- Bio-Futures (1976)
- The New Women of Wonder (1978)
- Afterlives (1986) con Ian Watson
- Women of Wonder: The Classic Years (1996)
- Women of Wonder: The Contemporary Years (1996)
- Conqueror Fantastic (2004)

## Premios

### Obtenidos
- 1992: Premio Nébula al mejor relato largo por Danny Goes to Mars
- 1993: Premio Locus al mejor relato largo por Danny Goes to Mars

### Finalista
- 1993: Premio Hugo al mejor relato largo por Danny Goes to Mars
- 1993: Premio HOMer de historia corta por Danny Goes to Mars